# Ердал Бешикчиоглу
Erdal Бешикчиоглу (на турски: Erdal Beşikçioğlu) е турски актьор. 

## Биография
Роден е на 5 януари 1970 година в Анкара като първороден син на своите родители. Майка му е от Анкара а баща му от Юнйе. Оновното си образование завършва в Частна турска гимназия в Измир. Средното си образование получава в İzmir Narlıdere Mehmet Seyfi Eraltay Lisesi. През 1989 започва своето образование в държавната консерваторията към Университета Хаджеттепе. По време на своето образование работи с William Guskill върху креативна драма. През 1993 година завършва своето образование и започва работа в Държавния театър. 1995 – 1996 година работи в Държавния театър в Диарбекир като заместник-директор.
Работи в Държавния театър в Анкара.
Женен е за Елвин Бешикчиоглу. Има син и дъщеря и е племенник на Илхан Джавджав, директора на Спортен клуб Генчлербирлиги.

## Филмография
- Fakat Müzeyyen Bu Derin Bir Tutku (2014) – Ариф
- Бехзат Ч. Анкара гори (2013) – Бехзат Ч
- Бехзат Ч. Погребах те в сърцето си (2011) – Бехзат Ч.
- Долината на вълците Филистин (2010) – Moşe ben Eliezer
- Мед (2010) – Якуп
- Kardelen (2010) – Servet
- Vali (2008) – Faruk Yazıcı
- Hayat Var (2008) – Baba
- Eve Giden Yol – (2006) – Mahmut
- Barda (2006) – Nasır

## Сериали
- 46 Yok Olan (2016) – Murat Günay
- Reaksiyon (2014) – Yavuz Aslan
- Behzat Ç. Bir Ankara Polisiyesi (2010 – 2013) – Başkomiser Behzat Ç.
- Kurtlar Vadisi Pusu Filistin (2010) – Moşe Ben Eliezer
- Es-Es (2008) – Işık Öğretmen
- Ayrılık (2009) – Abdullah Şamil
- Köprü (2006 – 2008) – Vali Faruk Yazıcı
- Seni Çok Özledim (2005) – Sado
- Ödünç Hayat (2005) – Mustafa
- Körfez Ateşi (2005)
- Kasırga İnsanları (2004) – Yunus
- Mars Kapıdan Baktırır (2004) – Süha
- Tatlı Hayat (2003)

## Награди
- 2012 Анталия Телевизионни награди – Драма – Най-добър актьор (Бехзат Ч.)
- 48. Филмов фестивал Златен Портокал – Най-добър актьор – (Бехзат Ч. Погребах те в сърцето си)
- 2009 Театрални награди Байкал Саран (Дневникът на един луд)